# Les As
Les As è una serie di fumetti pubblicati per la prima volta nel 1963 sulla rivista Vaillant.
- Sceneggiatura e disegni: Greg
- Assistenza: lo studio Greg

## Storia della serie
All'inizio degli anni Sessanta, altro secolo, Greg si presenta come sceneggiatore di Chick Bill e Modeste et Pompon al caporedattore di Éditions Vaillant. Quest'ultimo, interessato al suo curriculum, gli propone di scrivere episodi degli di Totoche, una serie creata qualche anno prima da Jean Tabary. Ma quando Greg ha contattato Tabary, ha ricevuto un rifiuto categorico. In seguito a questa mancata collaborazione, il caporedattore gli suggerì di creare un'altra serie per i bambini. Tra il 1967 e 1968 l'Éditions Vaillant pubblicano il fumetto in una versione tascabile Le As Poche (piccolo formato).
La serie è stata poi pubblicata anche su Pif Gadget. In origine le storie non erano destinate a essere pubblicate in un album e quindi il loro numero di pagine non seguiva alcun vincolo particolare. La maggior parte di esse sono racconti brevi. Quando Destination Soleil fu pubblicato in un album, alcune pagine dovettero essere tagliate e solo con la versione completa Pas d'obstacle pour les As! fu pubblicata la storia in un album.
Greg parla con discrezione della sua serie: in L'école des burgoleurs, qui troviamo il poliziotto Homère Veille dagli 'album Achille Talon e The Mystery of the Two-Headed Man.

## Riassunto
Les As è una serie che racconta le avventure umoristiche di una banda di ragazzini di Ménilmontant che si sono posti l'obiettivo di "inseguire i ladri di diligenze, salvare principesse in pericolo e... organizzare gite domenicali". Nel cuore della Parigi operaia, questa banda di amici, soprannominata Les As, si trova ad affrontare ogni sorta di criminale.

## Personaggi Principali
Quentin Gentil
Leader informale della banda, Quentin è un ragazzo energico, sempre pronto a condurre gli altri in avventure.
Pivoine Agénor
Ragazzo molto goloso, e che ha un lavoro che consegna pasticcini con il suo motorino.
Calixte Hautcœur
Talvolta chiamato Genio, è un esperto di armeggio e chimica.
André Luron, chiamato «Copain»
Un passionné de Rock and Roll.
Suzanne Luron ditta «Mouche»
Sorella gemella di Copain e tocco femminile del gruppo.
Dragon
Cane adottato che è diventato la mascotte del club.

## Album
Tra il 1963 e il 1968, saranno pubblicate come Les As una dozzina di grandi avventure, oltre ad una sessantina di altre la cui lunghezza sarà distribuita tra le 4 e le 12 pagine.
Collection 16/22
1. Les As et l’affreux électronique. 1978
2. Quentin Gentil mène l’enquête. 1980
3. L’école des cambrioleurs. 1980
4. Les As et l’alchimiste. 1981
5. Les As et l’homme qui vendait du froid. 1982
6. Assuré touriste. 1983
7. Drôle d’air pour les As. 1984

Albums cartonati
1. Quentin Gentil et le roi de l’évasion. 1982
2. Quentin Gentil et le trou qui rit. 1982
3. Quentin Gentil et les musiciens de nulle part. 1983
4. Destination Soleil. 1983
5. Quentin Gentil et le désert humide. 1984
6. Quentin Gentil contre les professionnels. 1984
7. L’école des cambrioleurs. 1985
8. Du rififi pour le président. 1986

Integrali
- Nessun ostacolo per les As! 1995 - comprende gli album Quentin Gentil et le roi de l'évasion[3], Quentin Gentil et les musiciens de nulle part[4] e la versione lunga di Destination Soleil[5].

## Pubblicazioni

### Editore
- Dargaud

### Riviste
Questo fumetto è stato pubblicato sulla rivista Vaillant.